# Adam Goldberg
Adam Charles Goldberg (Santa Monica, 25 ottobre 1970) è un attore statunitense.

## Biografia
È nato e cresciuto a Santa Monica, in California, figlio di Earl Goldberg, un fornitore all'ingrosso di generi alimentari statunitense di famiglia ebraica d'origini russe, lituane e rumene, e di Donna Goebel, una casalinga statunitense di religione cattolica e di origini tedesche, messicane, irlandesi e francesi. Dopo aver terminato gli studi superiori, Goldberg consegue la laurea presso il Sarah Lawrence College, dove inizia ad appassionarsi alla recitazione. Dopo alcuni ruoli televisivi debutta nel 1992 nel film di e con Billy Crystal, Mr. sabato sera, in seguito inizia a lavorare con il regista Richard Linklater, che gli affida una parte nel film cult del 1993, La vita è un sogno, due anni dopo ottiene una piccola parte in Prima dell'alba, dove conosce l'attrice Julie Delpy.
Negli anni seguenti si divide tra cinema (L'università dell'odio) e televisione, partecipando ad alcuni episodi di Friends, fino al 1998 quando debutta alla regia con il film Scotch and Milk con Giovanni Ribisi e Nicky Katt; nello stesso anno lavora nel film di Steven Spielberg, Salvate il soldato Ryan. Negli anni successivi inizia una collaborazione con il regista Ron Howard partecipando ai suoi film EdTV e A Beautiful Mind.
Nel 2003 torna dietro la macchina da presa, dirigendo Marisa Coughlan, Joshua Jackson, Franka Potente e Christina Ricci in I Love Your Work; con la Ricci intratterrà una lunga relazione sentimentale. Partecipa anche ai film Salton Sea - Incubi e menzogne, Come farsi lasciare in 10 giorni, Déjà vu - Corsa contro il tempo e Zodiac, e recita in alcuni episodi della sit-com Joey. Nel 2006 interpreta l'aspirante suicida Philo in un episodio della prima stagione della serie TV My Name Is Earl. Nel 2007 partecipa a un episodio della serie televisiva Medium. Nel 2007 torna a lavorare con Julie Delpy, nel film da lei diretto 2 giorni a Parigi; inoltre, lavora nella serie TV Entourage.

## Filmografia

### Attore

#### Cinema
- Mr. sabato sera (Mr. Saturday Night), regia di Billy Crystal (1992)
- Mamma, ho trovato un fidanzato (Son in Law), regia di Steve Rash (1993)
- La vita è un sogno (Dazed and Confused), regia di Richard Linklater (1993)
- L'università dell'odio (Higher Learning), regia di John Singleton (1995)
- Prima dell'alba (Before Sunrise), regia di Richard Linklater (1995)
- L'ultima profezia (The Prophecy), regia di Gregory Widen (1995)
- Scotch and Milk, regia di Adam Goldberg (1998)
- Salvate il soldato Ryan (Saving Private Ryan), regia di Steven Spielberg (1998)
- EdTV, regia di Ron Howard (1999)
- Sunset Strip, regia di Adam Collis (2000)
- Waking Life, regia di Richard Linklater (2001)
- All Over the Guy, regia di Julie Davis (2001)
- According to Spencer, regia di Shane Edelman (2001)
- A Beautiful Mind, regia di Ron Howard (2001)
- Salton Sea - Incubi e menzogne (The Salton Sea), regia di D.J. Caruso (2002)
- The Hebrew Hammer, regia di Jonathan Kesselman (2003)
- Come farsi lasciare in 10 giorni (How to Lose a Guy in 10 Days), regia di Donald Petrie (2003)
- Il diario di Jack (Man About Town), regia di Mike Binder (2006)
- Stay Alive, regia di William Brent Bell (2006)
- Al passo con gli Stein (Keeping Up with the Steins), regia di Scott Marshall (2006)
- Déjà vu - Corsa contro il tempo (Déjà Vu), regia di Tony Scott (2006)
- Zodiac, regia di David Fincher (2007)
- 2 giorni a Parigi (2 Days in Paris), regia di Julie Delpy (2007)
- Nancy Drew, regia di Andrew Fleming (2007)
- From Within, regia di Phedon Papamichael (2008)
- Christmas on Mars, regia di Wayne Coyne (2008)
- (Untitled), regia di Jonathan Parker (2009)
- Miss Nobody, regia di Tim Cox (2010)
- Norman, regia di Jonathan Segal (2010)
- Lost Angeles, regia di Phedon Papamichael (2012)
- Provaci ancora Jose (No Way Jose), regia di Adam Goldberg (2015)
- C'era una volta a Los Angeles (Once Upon a Time in Venice), regia di Mark Cullen e Robb Cullen (2017)
- Running with the Devil - La legge del cartello (Running with the Devil), regia di Jason Cabell (2019)

#### Televisione
- Quattro donne in carriera (Designing Women) – serie TV, 1 episodio (1990)
- Murphy Brown – serie TV, 1 episodio (1991)
- Una famiglia tutto pepe (True Colors) – serie TV, 1 episodio (1991)
- Love & War – serie TV, 4 episodi (1993)
- Double Rush – serie TV, 13 episodi (1995)
- E.R. - Medici in prima linea (ER) – serie TV, 1 episodio (1995)
- Friends – serie TV, 3 episodi (1996)
- Relativity – serie TV, 17 episodi (1996-1997)
- The $treet – serie TV, 12 episodi (2000-2001)
- Will & Grace – serie TV, episodio 4x02 (2001)
- Miss Match – serie TV, 1 episodio (2003)
- The Practice - Professione avvocati (The Practice) – serie TV, 1 episodio (2004)
- The Lab (Frankenstein), regia di Marcus Nispel – film TV (2004)
- Law & Order: Criminal Intent – serie TV, episodio 4x10 (2005)
- Joey – serie TV, 9 episodi (2005-2006)
- My Name Is Earl – serie TV, episodio 1x15 (2006)
- Medium – serie TV, 1 episodio (2007)
- Entourage – serie TV, 4 episodi (2007)
- The Unusuals - I soliti sospetti (The Unusuals) – serie TV, 10 episodi (2009)
- Numb3rs – serie TV, 1 episodio (2009)
- White Collar – serie TV, 1 episodio (2011)
- NYC 22 – serie TV, 13 episodi (2012)
- Franklin & Bash – serie TV, 1 episodio (2013)
- Anna Nicole - Una vita da playmate (Anne Nicole) – film TV, regia di Mary Harron (2013)
- Fargo – serie TV, 5 episodi (2014)
- The Jim Gaffigan Show – serie TV, 11 episodi (2015)
- Lore - Antologia dell'orrore (Lore) – serie TV, 1 episodio (2017)
- Taken – serie TV 16 episodi (2018)
- The Equalizer – serie TV, 74 episodi (2021-2025)

### Doppiatore
- Fl-eek Stravaganza – serie animata, 18 episodi (1995-1996)
- Quattro zampe a San Francisco (Homeward Bound II: Lost in San Francisco), regia di David R. Ellis (1996)
- Babe va in città (Babe: Pig in the City), regia di George Miller (1998)
- Un mostro a Parigi (Un monstre à Paris), regia di Bibo Bergeron (2011)

### Regista
- Scotch and Milk (1998)
- Running with the Bulls (2003) - documentario
- I Love Your Work (2003)
- Provaci ancora Jose (No Way Jose, 2015)

### Sceneggiatore
- Scotch and Milk (1998)
- I Love Your Work (2003)
- Provaci ancora Jose (No Way Jose, 2015)

### Produttore
- I Love Your Work, regia di Adam Goldberg (2003)
- (Untitled), regia di Jonathan Parker (2009)
- Provaci ancora Jose (No Way Jose), regia di Adam Goldberg (2015)

## Doppiatori italiani
Nelle versioni in italiano delle opere in cui ha recitato, Adam Goldberg è stato doppiato da:
- Christian Iansante in L'ultima profezia, A Beautiful Mind, My Name is Earl, Nancy Drew, God Friended Me, L'esorcismo - Ultimo atto
- Nanni Baldini in EdTV, Salton Sea - Incubi e menzogne, Come farsi lasciare in 10 giorni, Il diario di Jack, Running with the Devil - La legge del cartello
- Roberto Certomà in Salvate il soldato Ryan, Entourage, NYC 22, C'era una volta a Los Angeles
- Roberto Gammino in Stay Alive, Zodiac, The Unusuals - I soliti sospetti
- Oreste Baldini in Joey, Graves
- Giorgio Borghetti in 2 giorni a Parigi, White Collar
- Paolo Bessegato in La vita è un sogno
- Davide Lepore in E.R. - Medici in prima linea
- Sandro Acerbo in Friends (ep. 2x17-2x18)
- Riccardo Rossi in Friends (ep. 2x19)
- Francesco Pezzulli in L'università dell'odio
- Maurizio Fiorentini in Oltre i limiti
- Vladimiro Conti in Waking Life
- Lorenzo Scattorin Law & Order: Criminal Intent
- Paolo De Santis in The Lab
- Massimiliano Manfredi in Déjà vu - Corsa contro il tempo
- Marco Benvenuto in Traffic Light
- Francesco Cavuoto in Fargo
- Claudio Moneta in Lore - Antologia dell'orrore
- Paolo Vivio in Taken
- Gabriele Sabatini in The Equalizer

Da doppiatore è sostituito da
- Enrico Brignano in Un mostro a Parigi